# Monumento a Garibaldi (Piacenza)
Il Monumento a Giuseppe Garibaldi a Piacenza fu realizzato dallo scultore Enrico Astorri nel 1889 con inaugurazione avvenuta il 2 giugno.  
L'opera è composta da un basamento in pietra artificiale a forma di sperone roccioso sulla cui cima si erge la statua in bronzo di Garibaldi con le braccia conserte, la mantella militare e il berretto all'ungherese. In basso, la figura di un garibaldino durante un'azione militare.
Il bozzetto del monumento è conservato nel cittadino Museo del Risorgimento mentre la fusione in bronzo fu gettata dalla fonderia dei fratelli Romani a Milano.